# Sergey Shelpakov
Sergey Vasilyevich Shelpakov (nascido em 18 de setembro de 1956) é um ex-ciclista soviético que conquistou a medalha de ouro na prova de contrarrelógio por equipes (100 km) nos Jogos Olímpicos de Verão de 1980, em Moscou.